# Parrocchie della diocesi di Crema

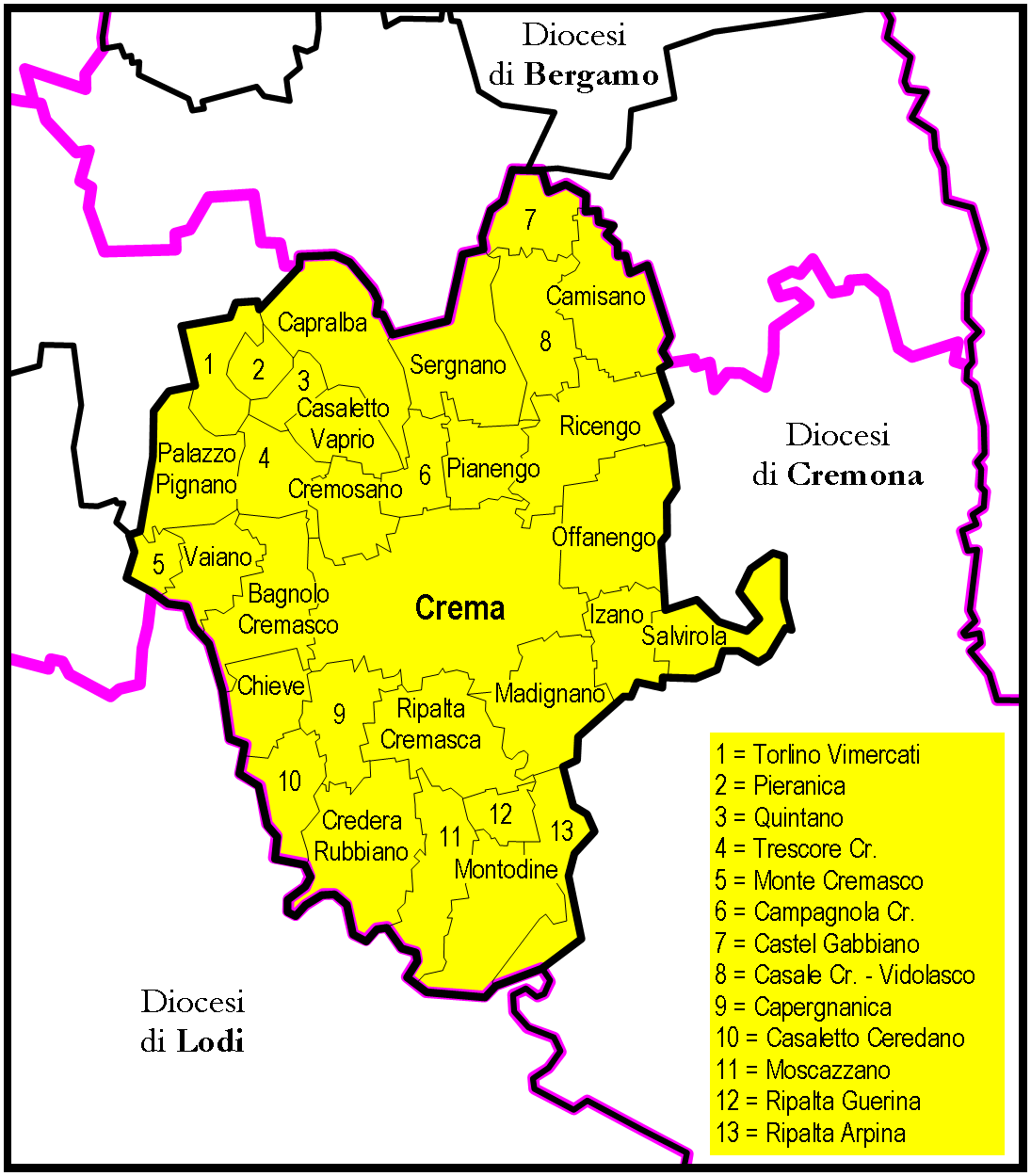
Il territorio della diocesi

Le parrocchie della diocesi di Crema sono 63 e sono raggruppate in 3 zone pastorali.
Il territorio diocesano si estende in comuni e frazioni appartenenti alla sola provincia di Cremona.

## Zone pastorali

### Zona pastorale città
| Parrocchia               | Patrono                              | Unità pastorale                                          | Comune              | Frazione/Quartiere        | Popolazione |
| ------------------------ | ------------------------------------ | -------------------------------------------------------- | ------------------- | ------------------------- | ----------- |
| Cattedrale               | Santa Maria Assunta                  | Cattedrale – Santissima Trinità                          | Crema               | Centro                    | 2 800       |
| Castelnuovo              | Cuore Immacolato di Maria            | San Giovanni Paolo II                                    | Crema               | Castelnuovo               | 1 521       |
| Sacro Cuore di Gesù      | Sacro Cuore di Gesù                  | San Carlo – Sacro Cuore – Santa Maria dei Mosi           | Crema               | Crema Nuova               | 3 448       |
| San Bartolomeo ai Morti  | San Bartolomeo                       | San Bartolomeo – San Giacomo                             | Crema               | San Bartolomeo dei Morti  | 1 123       |
| San Benedetto abate      | Sant'Andrea apostolo e San Benedetto | San Benedetto – San Pietro                               | Crema               | Centro                    | 2 951       |
| San Carlo Borromeo       | San Carlo Borromeo                   | San Carlo – Sacro Cuore – Santa Maria dei Mosi           | Crema               | San Carlo                 | 1 714       |
| San Giacomo maggiore     | San Giacomo apostolo                 | San Bartolomeo – San Giacomo                             | Crema               | Centro                    | 2 510       |
| San Pietro apostolo      | San Pietro apostolo                  | San Benedetto – San Pietro                               | Crema               | Centro (Borgo San Pietro) | 1 083       |
| Santa Maria dei Mosi     | Beata Vergine Maria                  | San Carlo – Sacro Cuore – Santa Maria dei Mosi           | Crema               | Santa Maria dei Mosi      | 216         |
| Santissima Trinità       | Santissima Trinità                   | Cattedrale – Santissima Trinità                          | Crema               | Centro                    | 2 994       |
| Ombriano                 | Santa Maria Assunta                  | Ombriano – Sabbioni                                      | Crema               | Ombriano                  | 4 813       |
| Sant'Angela Merici       | Sant'Angela Merici                   | Campagnola Cremasca – Pianengo – Santa Maria della Croce | Crema               | Sant'Angela Merici        | 679         |
| Sabbioni                 | San Francesco e San Lorenzo          | Ombriano – Sabbioni                                      | Crema               | Sabbioni                  | 3 003       |
| San Bernardino           | San Bernardino                       | San Giovanni Paolo II                                    | Crema               | San Bernardino            | 2 686       |
| Santa Maria della Croce  | Santa Maria ad Nives                 | Campagnola Cremasca – Pianengo – Santa Maria della Croce | Crema               | Santa Maria della Croce   | 2 374       |
| Santo Stefano in Vairano | Immacolata concezione                | Campagnola Cremasca – Pianengo – Santa Maria della Croce | Crema               | Santo Stefano in Vairano  | 777         |
| Vergonzana               | San Rocco confessore                 | San Giovanni Paolo II                                    | Crema               | Vergonzana                | 176         |
| Campagnola Cremasca      | San Pancrazio Martire                | Campagnola Cremasca – Pianengo – Santa Maria della Croce | Campagnola Cremasca | Centro                    | 687         |
| Pianengo                 | Santa Maria in silvis                | Campagnola Cremasca – Pianengo – Santa Maria della Croce | Pianengo            | Centro                    | 2 626       |

### Zona pastorale nord
| Parrocchia              | Patrono                                                 | Unità pastorale    | Comune                    | Frazione/Quartiere      | Popolazione |
| ----------------------- | ------------------------------------------------------- | ------------------ | ------------------------- | ----------------------- | ----------- |
| Azzano                  | San Lorenzo martire                                     | Beato Carlo Acutis | Torlino Vimercati         | Azzano                  | 59          |
| Bottaiano               | Santi Faustino e Giovita                                | Emmaus             | Ricengo                   | Bottaiano               | 650         |
| Camisano                | San Giovanni Battista decollato                         | San Giuseppe       | Camisano                  | Centro                  | 1 320       |
| Capralba                | Sant'Andrea apostolo e San Zenone vescovo               | Beato Carlo Acutis | Capralba                  | Centro                  | 2 075       |
| Casale Cremasco         | Santo Stefano protomartire                              | San Giuseppe       | Casale Cremasco-Vidolasco | Centro                  | 1 420       |
| Casaletto Vaprio        | San Giorgio martire                                     | San Francesco      | Casaletto Vaprio          | Centro                  | 1 800       |
| Cascine Gandini e Capri | Natività della Beata Vergine Maria e Sant'Antonio abate | Betania            | Palazzo Pignano           | Cascine Gandini e Capri | 482         |
| Castel Gabbiano         | Sant'Alessandro martire                                 | San Giuseppe       | Castel Gabbiano           | Centro                  | 522         |
| Cremosano               | Santa Maria Maddalena                                   | San Francesco      | Cremosano                 | Centro                  | 1 647       |
| Farinate                | San Martino vescovo                                     | Beato Carlo Acutis | Capralba                  | Farinate                | 396         |
| Monte Cremasco          | Santi Nazario e Celso martiri                           | Betania            | Monte Cremasco            | Centro                  | 2 372       |
| Offanengo               | Santa Maria purificata                                  | Emmaus             | Offanengo                 | Centro                  | 5 941       |
| Palazzo Pignano         | San Martino vescovo                                     | Betania            | Palazzo Pignano           | Centro                  | 1 253       |
| Pieranica               | San Biagio vescovo e martire                            | Beato Carlo Acutis | Pieranica                 | Centro                  | 1 293       |
| Quintano                | San Pietro Apostolo                                     | Beato Carlo Acutis | Quintano                  | Centro                  | 820         |
| Ricengo                 | San Pietro apostolo                                     | Emmaus             | Ricengo                   | Centro                  | 1 020       |
| Scannabue               | San Giovanni Battista decollato                         | Betania            | Palazzo Pignano           | Scannabue               | 2 211       |
| Sergnano                | San Martino vescovo                                     | San Giuseppe       | Sergnano                  | Centro                  | 3 560       |
| Torlino Vimercati       | Sant'Ambrogio vescovo                                   | Beato Carlo Acutis | Torlino Vimercati         | Centro                  | 350         |
| Trescore Cremasco       | Sant'Agata vergine e martire                            | San Francesco      | Trescore Cremasco         | Centro                  | 2 940       |
| Trezzolasco             | San Martino vescovo                                     | San Giuseppe       | Sergnano                  | Trezzolasco             | 115         |
| Vaiano Cremasco         | Santi Cornelio e Cipriano                               | Betania            | Vaiano Cremasco           | Centro                  | 3 897       |
| Vidolasco               | Santi Faustino e Giovita martiri                        | San Giuseppe       | Casale Cremasco-Vidolasco | Vidolasco               | 400         |

### Zona pastorale sud
| Parrocchia             | Patrono                          | Unità pastorale               | Comune             | Frazione/Quartiere  | Popolazione |
| ---------------------- | -------------------------------- | ----------------------------- | ------------------ | ------------------- | ----------- |
| Bagnolo Cremasco       | Santo Stefano Protomartire       | San Paolo VI                  | Bagnolo Cremasco   | Centro              | 4 877       |
| Bolzone                | Sant'Antonio abate               | Beato padre Alfredo Cremonesi | Ripalta Cremasca   | Bolzone             | 603         |
| Capergnanica           | San Martino vescovo              | Beato padre Alfredo Cremonesi | Capergnanica       | Centro              | 1 650       |
| Casaletto Ceredano     | San Pietro martire               | Madre Teresa di Calcutta      | Casaletto Ceredano | Centro              | 1 189       |
| Chieve                 | San Giorgio martire              | San Paolo VI                  | Chieve             | Centro              | 2 267       |
| Credera                | San Donnino martire              | Madre Teresa di Calcutta      | Credera Rubbiano   | Credera             | 704         |
| Izano                  | San Biagio vescovo e martire     | Maria Regina della Pace       | Izano              | Centro              | 2 078       |
| Madignano              | San Pietro apostolo in vinculis  | Maria Regina della Pace       | Madignano          | Centro              | 2 668       |
| Montodine              | Santa Maria Maddalena            | Madre Teresa di Calcutta      | Montodine          | Centro              | 2 630       |
| Moscazzano             | San Pietro apostolo              | Madre Teresa di Calcutta      | Moscazzano         | Centro              | 831         |
| Passarera              | San Gerolamo                     | Beato padre Alfredo Cremonesi | Capergnanica       | Passarera           | 369         |
| Ripalta Arpina         | Santa Maria Rotonda              | Maria Regina della Pace       | Ripalta Arpina     | Centro              | 1 059       |
| Ripalta Guerina        | San Gottardo vescovo             | Beato padre Alfredo Cremonesi | Ripalta Guerina    | Centro              | 537         |
| Ripalta Nuova          | San Cristoforo martire           | Beato padre Alfredo Cremonesi | Ripalta Cremasca   | Ripalta Nuova       | 1 821       |
| Ripalta Vecchia        | Sant'Imerio vescovo              | Maria Regina della Pace       | Madignano          | Ripalta Vecchia     | 324         |
| Rovereto               | Santi Faustino e Giovita martiri | Madre Teresa di Calcutta      | Credera Rubbiano   | Rovereto            | 377         |
| Rubbiano               | Santa Maria Maddalena            | Madre Teresa di Calcutta      | Credera Rubbiano   | Rubbiano            | 493         |
| Salvirola Cremasca     | San Pietro apostolo              | Maria Regina della Pace       | Salvirola          | Salvirola Cremasca  | 901         |
| Salvirola Cremonese    | Sant'Antonio abate               | Maria Regina della Pace       | Salvirola          | Salvirola Cremonese | 250         |
| San Michele di Ripalta | San Michele Arcangelo            | Beato padre Alfredo Cremonesi | Ripalta Cremasca   | San Michele         | 580         |
| Zappello               | San Bernardo abate               | Beato padre Alfredo Cremonesi | Ripalta Cremasca   | Zappello            | 583         |